# Bert Courtley
Herbert „Bert“ Courtley (* 11. September 1929 in Moston, Lancashire; † 13. September 1969 in Croydon, Surrey) war ein britischer Jazztrompeter (auch Flügelhorn).

## Leben und Wirken
Courtley tourte 1947 mit den Royal Kiltie Juniors in Skandinavien und spielte dann in der Bigband von Tommy Sampson; im darauf folgenden Jahr gehörte er zur Band von Teddy Foster, 1950/51 dann zur Band der Saxophonistin Kathy Stobart, die er 1961 heiratete. Parallel arbeitete er bei Vic Lewis (mit dessen Orchester 1951 auch erste Plattenaufnahmen entstanden), dann mit Geraldo, 1954 mit Eric Delaney. 1956 tourte er in Großbritannien im Rahmen von Jazz Today mit Phil Seamen, Kenny Wheeler, Kenny Napper und Eddie Harvey. Im selben Jahr trat er mit dem Courtley-Seymour Orchestra, das er gemeinsam mit dem Bassisten Jack Seymour leitete, in der Londoner Royal Festival Hall auf („Struttin’ with Some Barbecue“). 1957 war er Preisträger des Melody Maker und Mitglied einer All-Stars-Formation. In den folgenden Jahren spielte er bei Humphrey Lyttelton, John Dankworth, Kenny Baker, Ronnie Ross, Tommy Watt und 1959 in Laurie Johnson’s Brass Orchestra.
Unter eigenem Namen spielte Courtley 1957 vier Titel (darunter „Bertrand’s Bugle“ und der Standard „Sweet and Lovely“) für Decca ein; zu seiner Band im Studio gehörte der Pianist Eddie Harvey. Mit Don Rendell bildete er 1958 die am Bebop orientierte Formation The Jazz Committee (mit Eddie Harvey, Pete Blannin, Jackie Dougan), die 1958/59 erfolgreich in Londoner Clubs auftrat und eine selbstbetitelte EP aufnahm, unter anderem mit Courtleys Komposition „Founder Member“. 1959 gehörte er Woody Hermans Anglo-American Herd an, in der er in der Trumpet Section an der Seite von Reunald Jones, Nat Adderley und Bill Harris spielte. 1960 spielte er bei Jamsessions im Cavern Club mit Ronnie Scott und Pete King; im Herbst 1961 leitete er in Westdeutschland ein eigenes Sextett, dem auch Dick Heckstall-Smith, Colin Purbrook und Ginger Baker angehörten. 1962 trat er mit Dave Brubeck, Kenny Napper und Johnny Scott in Basil Deardens Shakespeare-Adaption All Night Long auf. In den frühen 1960er-Jahren arbeitete er noch in den Bigbands und Ensembles von Harry South, Dave Lee, Dill Jones, Ted Heath, Tubby Hayes, Monty Sunshine, Johnny Keating, Ken Jones und Steve Race. Im Bereich des Jazz war er zwischen 1951 und 1966 an 76 Aufnahmesessions beteiligt, u. a. auch mit Cleo Laine, Don Savage, Georgie Fame und The Beatles („Penny Lane“, 1967). 1967/68 leitete er noch eine Studio-Bigband, die vor allem Filmmusik aufnahm („Blues for Jumbo“).
Courtley war drogenabhängig und starb im Alter von vierzig Jahren an Leberversagen in Folge der langjährigen Einnahme des opiumhaltigen Arzneimittels Chlorodyne.

## Lexikalische Einträge
- John Chilton Who’s Who of British Jazz, Continuum International Publishing Group, London 2004, ISBN 0-8264-7234-6